# Brandy (Sängerin)

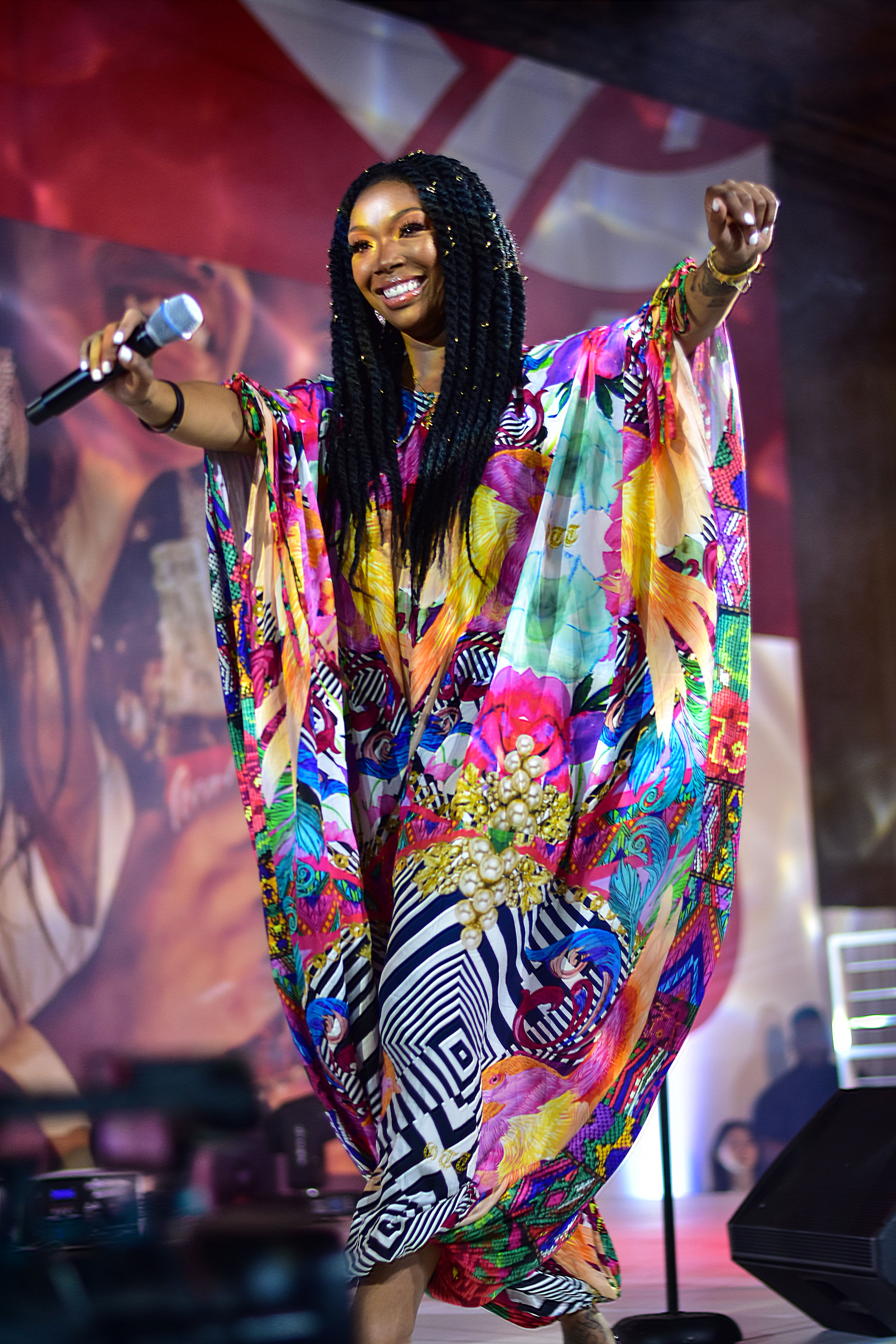
Brandy (2019)

Brandy (* 11. Februar 1979 in McComb, Mississippi; bürgerlich Brandy Rayana Norwood), als Rapperin auch unter den Künstlernamen B-Rocka oder Bran’Nu bekannt, ist eine US-amerikanische R&B-Sängerin, Songwriterin, Schauspielerin und Rapperin. Mit mehr als 50 Millionen verkauften Tonträgern gilt sie als eine der erfolgreichsten R&B-Interpretinnen.

## Kindheit
Brandy Norwood wurde 1979 in McComb, Mississippi als erstes Kind des Chorleiters und Gospelsängers Willie Norwood und seiner Frau, der H&R Block-Angestellten Sonja Bates-Norwood, geboren. Sie ist die ältere Schwester des Sängers und Schauspielers William Raymond „Ray“ Norwood Jr (* 1981) und Cousine der Musiker Snoop Dogg und Bo Diddley. Als die Familie im Sommer 1988 nach Kalifornien übersiedelte, halfen ihr die beiden Manager Earl Harris and Chris Stokes zu Engagements als Backgroundsängerin für Gruppen wie Norment und Immature.

## Karriere

### 1994–1997: Erster kommerzieller Erfolg

Das Brandy-Logo der Alben Brandy (1994) und Never Say Never (1998)

1993 unterzeichnete Norwood im Alter von 14 Jahren ihren ersten Plattenvertrag bei Atlantic Records. Ein Jahr später erschien ihr Debütalbum Brandy. Die Platte stieg unmittelbar in die Top 20 der US-amerikanischen Billboard-Charts und wurde von der RIAA vier Mal mit Platin prämiert. Im Folgejahr wurde Brandy daraufhin für drei Grammy Awards nominiert (Beste Rap Performance von einer Gruppe, Beste Weibliche R&B Performance, Beste Neue Künstlerin); hinzu kamen Auszeichnungen wie der Billboard Music Award, MTV Video Music Award oder auch der Lady of Soul Train Award.
Anschließend arbeitete Norwood an verschiedenen Soundtracks zu Erfolgsfilmen wie Batman Forever (1995) und steuerte mit den beiden Singles Sittin’ up in My Room und Missing You (in Zusammenarbeit mit Gladys Knight, Chaka Khan und Tamia) zwei erfolgreiche Titellieder zu den Filmen Warten auf Mr. Right (1996) und Set It Off (1996) bei. Daneben konnte sie sich 1996 als Hauptdarstellerin in der UPN-Sitcom Moesha verpflichten, die ihr auch als Schauspielerin zum Durchbruch verhalf.

### 1998–2000: Weltweite Bekanntheit

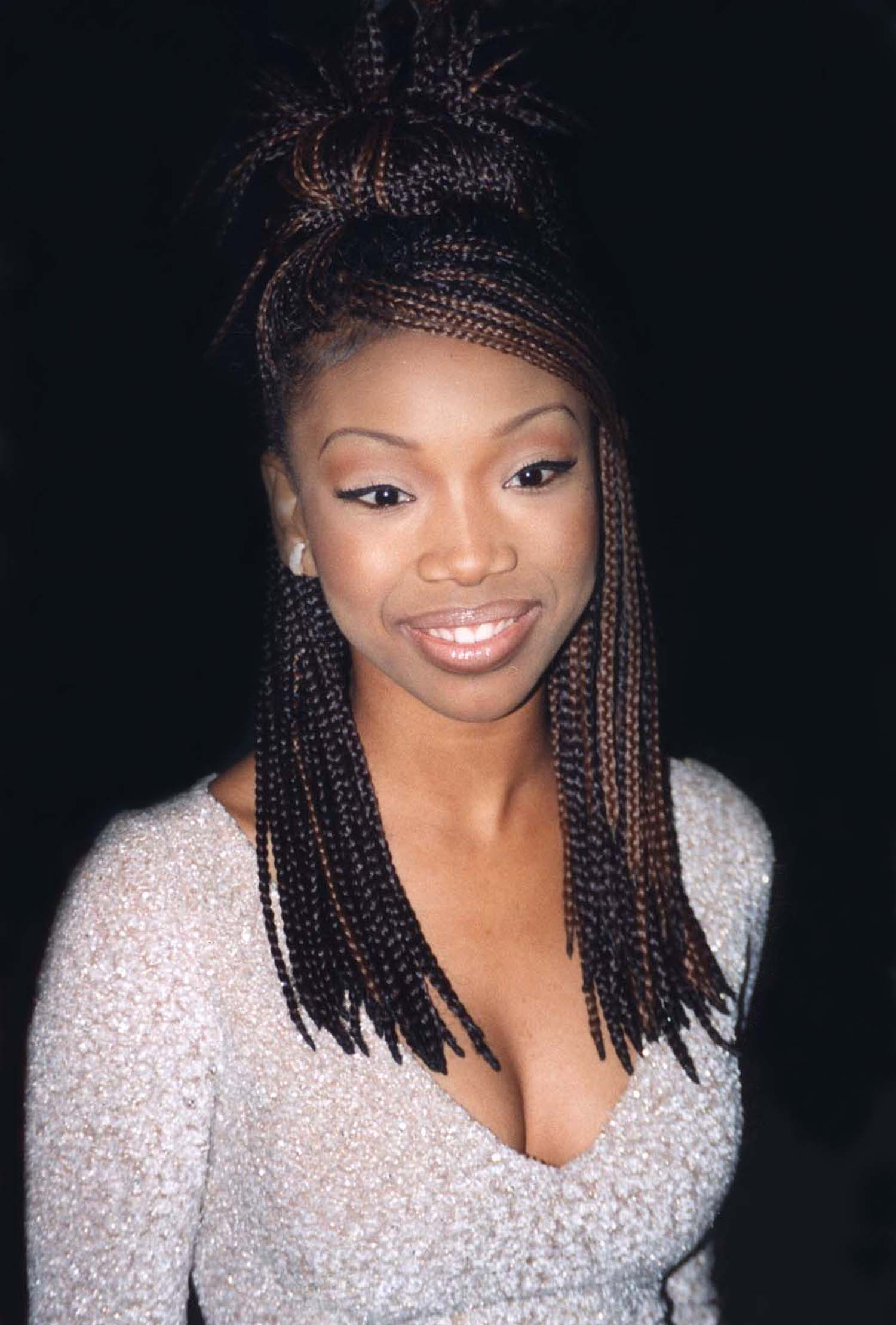
Brandy (1997)

Im Sommer 1998 wurde die Single The Boy Is Mine, ein Duett mit Sängerin Monica als erste Auskopplung aus dem zweiten Album Never Say Never veröffentlicht. Sowohl die Single als auch das Album übertrafen den Erfolg der vorherigen Platte und verhalfen zu erstem Erfolg auf internationalem Terrain. The Boy Is Mine hielt sich dreizehn Wochen auf Platz 1 der US-Charts und wurde zur meistverkauften Single des Jahres; in Deutschland wurde die Nummer ein Top-5-Hit. Brandys zweites Album stieg auf Platz 3 in den Billboard 200 ein und auf Platz 2 der U.S. Billboard Top R&B/Hip-Hop albums Charts, wurde ein globaler Erfolg. Die Platte erhielt fünf Platinauszeichnungen von der RIAA, gefolgt von fünf Grammy-Nominierungen und mehreren American Music Awards. Aus dem Album wurden daraufhin vier weitere Singles aus der Platte ausgekoppelt, darunter Norwoods zweiter Nummer-1-Hit Have You Ever, die internationale Hitsingle Top of the World, Almost Doesn’t Count und U Don't Know Me (Like U Used to). Daneben platzierte sich Angel in Disguise ohne offizielle Veröffentlichung auf Platz 72 der offiziellen U.S. Billboard-Charts Never Say Never verkaufte sich mehr als 14 Millionen Mal und war eines der meistverkauften des Jahres.
In den Folgejahren konzentrierte sich die Sängerin zudem vermehrt auf die Schauspielerei: 1999 stand sie als Co-Hauptdarstellerin für Ich weiß noch immer, was du letzten Sommer getan hast vor der Kamera; im Fernsehen war sie an der Seite von Whitney Houston und Diana Ross in Cinderella (1997) und Double Platinum (1999) zu sehen. Parallel dazu drehte Norwood für ihre Fernsehserie Moesha weitere drei Staffeln, bevor sie beschloss, die Sitcom 2001 auslaufen zu lassen.

### 2001–2003: Neues Image und Eheschließung
Nach einer längeren Pause und einer Rolle als Synchronsprecherin in dem Animationsfilm Osmosis Jones (2001) begann Norwood verstärkt an ihrem neuen Album zu arbeiten. Ende 2001 veröffentlichte Brandy dann gemeinsam mit Bruder Ray-J das Phil-Collins-Cover Another Day in Paradise, welches Platz zwei der deutschen Singlecharts erreichte. Wenige Monate später folgte mit dem Grammy-nominierten Full Moon das dritte Studioalbum der Sängerin, das mit What About Us? und Full Moon zwei weitere Top-20-Hits bereithielt und in den Staaten ebenfalls Platin-Status erreichte.
Im Juli 2002 schließlich brachte Norwood unter Beobachtung der Kameras des Musiksenders MTV im Rahmen der fünfteiligen Reality-Show MTV Diary Presents: Brandy – A Special Delivery ihre Tochter Sy’rai Iman zur Welt, deren Vater der Musikproduzent Robert „Big Bert“ Smith ist. Die als „Ehe“ publizierte Lebensgemeinschaft mit Smith fand ein Jahr später nach knapp zwei Jahren ihr Ende: Wie sich bald danach herausstellte, handelte es sich bei der im Sommer 2001 stattgefundenen Trauungszeremonie um keine rechtsgültige Eheschließung. Mit der Trennung von Smith wurden ehemals gemeinsame Arbeiten und die Studioalben anderer Künstlerinnen wie Toni Braxton, Jennifer Lopez oder Kelly Rowland weitergereicht; das für Frühling 2003 geplante unbetitelte Album konnte bis 2004 nicht umgesetzt werden.

### 2004–2006: Produzenten- und Labelwechsel

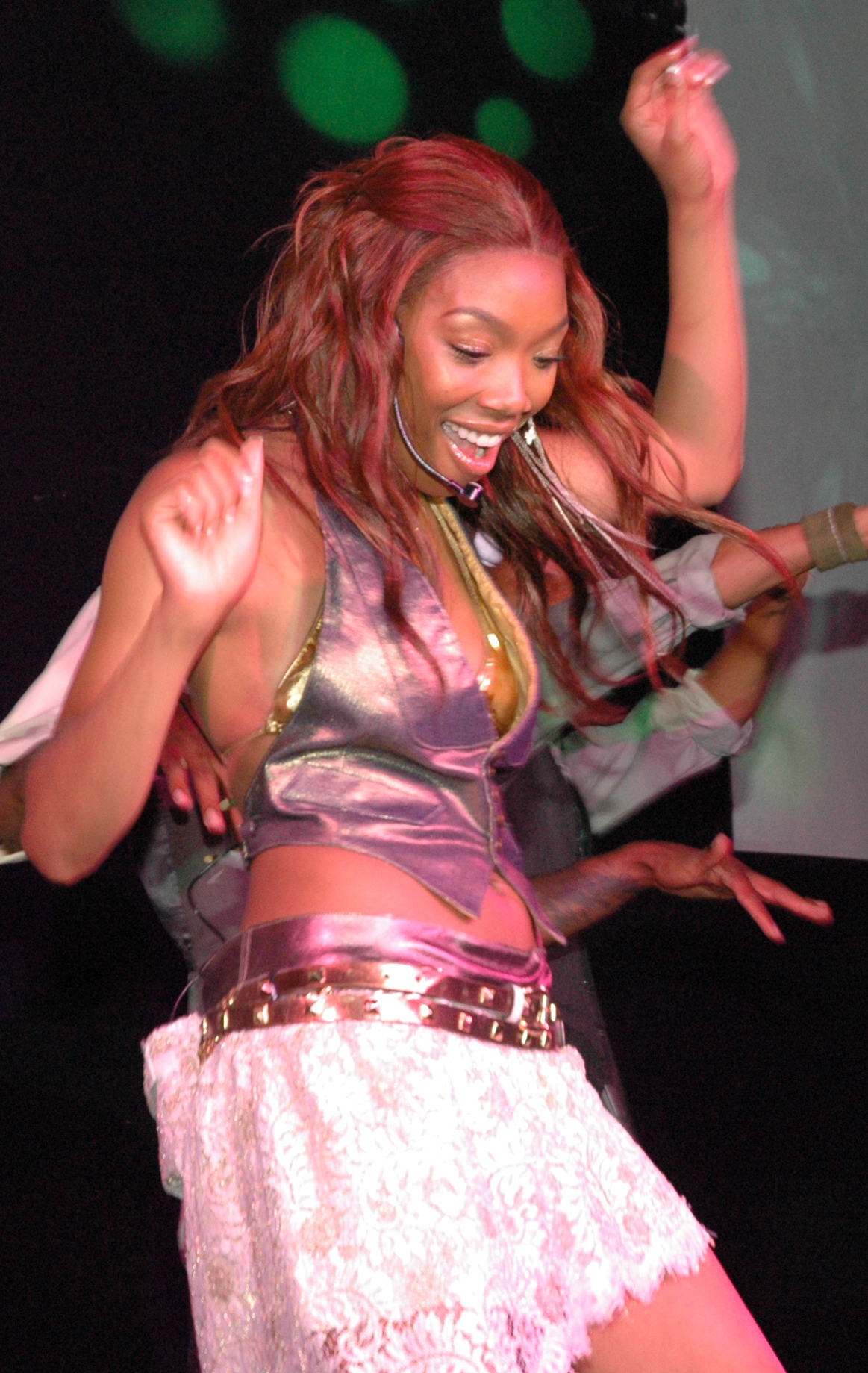
Brandy während der Afrodisiac-Promo-Tour (2004)

2004 lernte Brandy Quentin Richardson kennen, mit dem sie sich im Juli 2004 verlobte. Die 15-monatige Beziehung mit dem Profi-Basketballspieler hielt bis Oktober 2005.
Im Juni 2004 veröffentlichte Brandy ihr von Timbaland produziertes Album Afrodisiac. Neben einzelnen Aufnahmen mit Warryn Campbell, Mike City, Organized Noise und Ron Feemster gelang es dem ausführenden Produzenten Graig Robertson Anfang 2004 zudem Rapper Kanye West für zwei weitere Songs anzuheuern. Aus der gemeinsamen Zeit im Studio ging neben Where You Wanna Be, eine Zusammenarbeit mit Rapper T. I., auch die spätere erste Auskopplung Talk About Our Love hervor. Das Album erhielt überwiegend positive Kritiken (eine weitere Grammy-Nominierung folgte), erreichte jedoch nur Gold-Status in den Vereinigten Staaten. Anfang 2005 trennte sich die Sängerin von dem Label Atlantic Records, welches – aufgrund Brandys vertraglicher Verpflichtung von fünf Alben – mit The Best of Brandy die erste Single-Kollektion der Sängerin veröffentlichte.
Im Sommer 2006 war Brandy als Jurorin in dem Castingformat America’s Got Talent zu sehen, in der die Sängerin Bianca Ryan entdeckt wurde. Ende desselben Jahres wurde sie als mutmaßliche Verursacherin eines schweren Verkehrsunfalles auf dem kalifornischen Freeway zur Rechenschaft gezogen, bei dem eine Frau ums Leben kam. Aufgrund dessen wurde sie für die zweite Staffel durch Sharon Osbourne ersetzt.

### 2007–2009: Comebackversuch

Logo zum Album Human (2008)

Im Dezember 2008 veröffentlichte die Sängerin ihr fünftes Studioalbum Human in den Staaten, das nach Vertragsunterzeichnung bei Epic Records erschien. Norwood arbeitete mit einer Vielzahl Musiker an dem Projekt, darunter die Produzenten Toby Gad und RedOne sowie die Songschreiber Bruno Mars und Natasha Bedingfield. Rodney „Darkchild“ Jerkins, der nach einem Zerwürfnis mit Norwood hinsichtlich ihrer Arbeit mit Timbaland an ihrem vorherigen Album Afrodisiac zunächst nicht an den Aufnahmen beteiligt war, steuerte schließlich die meisten Kompositionen bei; so unter anderem auch die erste Auskopplung des Albums, Right Here (Departed), welche am 14. August 2008 auf Norwood offizieller Webpräsenz vorgestellt wurde. In Deutschland, Österreich und der Schweiz war Human erstmals am 27. März 2009 im Handel erhältlich. Während Right Here (Departed) an den früheren kommerziellen Erfolg anknüpfen konnte, gelang es dem Album lediglich, sich in den US-amerikanischen Charts zu platzieren. Insgesamt verkaufte es dort knapp 215.000 Kopien. Die zweite und zugleich letzte Singleauskopplung, Long Distance verfehlte den Einstieg in die regulären Singlecharts, erreichte jedoch die Spitze der Dance-Charts in diversen Ländern. Die anschließende Human World Tour führte Norwood bis Mitte 2009 mit knapp 30 Konzerten durch Europa, Asien und Nordamerika. Die Aufnahme dieses Albums war für Brandy die emotionalste und stärkste Zeit ihres Lebens, sie hat durch die Musik die schwere Zeit sehr gut verarbeiten können. Eine weitere Version ihres Hits Right Here (Departed) mit Sean Kingston wurde in Japan veröffentlicht. Als Promotion Song wurde das Lied Piano Man im Internet veröffentlicht.

### 2010–heute: Aktuelle Tätigkeiten
Als Konsequenz aus den enttäuschenden Verkaufszahlen von Human verlor Brandy im Juli 2009 ihren Plattenvertrag bei Epic Records.
Im Februar 2010 wirkte sie auf dem Song We Are The World 2010 mit über 100 anderen Künstlern mit. Die Einnahmen wurden an die Opfer der im selben Jahr stattgefundenen Erdbebenkatastrophe in Haiti gespendet.
Im April 2010 feierte ihre Reality-TV-Serie Brandy & Ray J: A Family Business auf VH1 Premiere. Die Serie stieg mit guten Quoten in das Programm ein. Über 1,5 Millionen Menschen verfolgten die erste Folge der Doku-Soap. Von September bis November 2010 war Brandy Kandidatin bei der 11. Staffel von Dancing with the Stars, der amerikanischen Version von Dancing Stars, und belegte hier den 4. Platz.

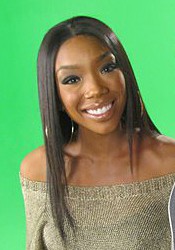
Brandy (2011)

Brandys sechstes Studioalbum Two Eleven ist im Oktober 2012 erschienen. Als Produzenten und Songwriter sind Pharrell, will.i.am, Danja, Akon, Timbaland, Darkchild, Ne-Yo, Dawn Richards, The-Dream, Stargate und Tricky Stewart beteiligt.
Am 8. Mai 2012 wurde die Single Put It Down, ein Duett mit Chris Brown, veröffentlicht. Weitere Studioalben erschienen 2020 (B7) und 2023 (Christmas with Brandy).

## Musikalischer Stil
Brandy hat sich seit ihrem 15. Lebensjahr 1994 stilistisch sehr weiterentwickelt. Gemeinsam mit ihrer Mutter und Managerin Sonja Norwood eignete sich Brandy ein „Braves-Mädchen“-Image mit einem Touch von Hip-Hop an. Als größte musikalische Idole und Inspirationen bezeichnet die Sängerin Whitney Houston, Michael Jackson und Mariah Carey. Beispielsweise trug Brandy die Songs Vision of Love und Greatest Love of All beim Vorsingen für Atlantic Records vor und erhielt so ihren Plattenvertrag.
Brandys ursprünglicher Sound hat starke Wurzeln in der Gospelmusik ihres Vaters Willie Norwood sowie im Soul der 1980er, welcher mit dem Einfluss kommerzieller Popmusik in zeitgenössischem Rhythm and Blues mündete. Ihre Texte handeln von verschiedenen Formen der Liebe, von platonischen Beziehungen und Freundschaften, bis hin zu romantischen and spirituellen Affairen. Beeinflusst durch Sängerinnen wie bspw. Houston und Carey, beinhaltete ihr zweites Studioalbum Never Say Never typische Herzschmerzballaden und soulige Popsongs mittleren Tempos, sowie tanzbare Kollaborationen mit Rappern. Für das dritte Studioalbum Full Moon ließ sie ihr Image als Teenie-Star hinter sich um als erwachsene und sinnliche Frau mit Ecken und Kanten wahrgenommen zu werden. Mit ihrem Image veränderten sich auch die Stimme und die Gesangsfähigkeit der Sängerin enorm. So verlor sie ihre „mädchenhafte und juvenile“ Stimme für eine mittlerweile tiefere und wärmere Stimme, welche sich durch ein „rauchiges und kratziges gewisses Etwas“ auszeichnet. Des Weiteren sind in ihrer Musik auch inhaltliche Veränderungen zu erkennen, so erzählen Titel wie When You Touch Me und Like This erstmals explizit von sexuellen Themen und ihre Musik ist auf Full Moon erstmals auch von Musikrichtungen wie UK Garage, Dubstep und Dance beeinflusst und wird mitunter deswegen vermehrt als „futuristisch“ bezeichnet. Im Jahre 2004 waren es Ereignisse wie ihre Mutterschaft, ihre Scheidung, aber auch das wachsende Interesse an Rockbands wie beispielsweise Coldplay, die ihre Musik und die Texte auf dem vierten Studioalbum Afrodisiac, was auf Deutsch Aphrodisiakum bedeutet, beeinflussten und prägten. Auf der Promo-Tour und in den dazugehörigen Pressefotos zur Veröffentlichung gibt Brandy sich lasziver, erotischer und natürlicher. Des Weiteren lässt sie Elemente der Bluesmusik in ihre Songs einfließen um einen nostalgischen Effekt auf den Hörer zu erzeugen. Nach einer mehr als vierjährigen Pause, mitunter bedingt durch einen lebensverändernden Autounfall, kehrte Brandy in das Musikgeschäft zurück um sich mit Human, ihrem fünften Studioalbum, als „Menschen wie du und ich“ zu präsentieren. Das Album befasste sich inhaltlich mit Themen wie der Verwundbarkeit und der Fehlbarkeit des Menschen, belastenden Fernbeziehungen, Untreue und Ehrlichkeit. Das Contemporary-R&B-Album enthält erstmals keine sogenannten Clubbanger und zeichnet sich durch – für ein R&B-Album ungewöhnlich – starke Country- sowie Christian Contemporary-Einflüsse aus. Für das nächste Studioalbum, angesetzt für Sommer 2012, steuert Brandy einen Hip-Hop-lastigeren Sound an, so erschien sie 2009 erstmals unter dem Pseudonym Bran’Nu als Rapperin auf dem Timbaland-Album Shock Value II. Außerdem – inspiriert durch den Erfolg ihrer Kollegin Monica – soll das Album vom „wahren R&B“ der 1990er beeinflusst werden und Lieder „aus Herz und Seele“ und „mit Gänsehautgefühl“ beinhalten.

## Einfluss
Brandys Tonumfang reicht über drei Oktaven. Oft als „B-Rocka“ oder "Vocal Bible" bezeichnet, wurde die Interpretin vielmals für den rauchig-klaren, charismatischen Klang und das Volumen ihrer Stimme gelobt. Josh Love vom Stylus Magazine betitelt ihre Stimme „hinreißend“ and „un-pathetisch“, während Nicolas Paul Godkin vom Designer Magazine findet, dass „ihr rauchiger, dennoch lieblicher Klang am meisten beeindruckt.“ Andy Kallman vom All Music Guide berichtet von einer Stimme, „der ihre leicht abgenutzte Kratzigkeit verdammt gut steht“. David Browne von Entertainment Weekly vergleicht ihre Stimme mit einem „weichen Kissen“ und Keya Modessa von The Situation hält die Stimme der Sängerin für „tiefgründig, heißblütig, und einzigartig“. Charakteristische Merkmale in der Musik von Brandy sind virtuose Melismen und – wie im Gospel übliche – Ad-Libs sowie die exzessive Nutzung von Mehrspurrekordern mit ihrer eigenen Stimme, um so hochwertige und harmonisch extrem komplexe Backing Vocals zu kreieren, eine Technik die zu einem weiteren Merkmal der Künstlerin wurde. 

“[…]it’s not mentioned enough that she does more than enough with what she’s got. She never leaves her voice hanging in spotlit scarcity, folding it variegated terracing, whispering out the lead track, shouting in the back-up, and piling each song with enough interlocking sounds to create the tightly packed illusion of vocal massiveness.”

„[…]sie macht mehr als nur genug mit dem [Stimmpotenzial] was sie hat. Niemals lässt sie ihre Stimme in alleiniger Schlichtheit stehen, mehr faltet sie die vielfältigsten und bunt gemischtesten Umgebungen ein, so flüstert sie z. B. auf der Hauptspur, schreit in der Hintergrundspur, und lässt die Klänge ihrer Stimme so interagieren, dass die Illusion einer stimmlichen Gewaltigkeit entsteht“

In der Hip-Hop- und R&B-Musikszene gilt Brandy als eine der meist respektierten und maßgebenden Künstlerinnen. Etablierte Sänger, Rapper und Gruppen erwähnen die Sängerin als Hauptinspiration für die eigene Musik, dazu gehören Kanye West, Rihanna, Chris Brown, Keyshia Cole, Jazmine Sullivan, Danity Kane, Tyra Banks, Melanie Fiona, John Legend, India.Arie, Nivea, Nadja Benaissa, Tyrese, Day26, Ciara, Keke Palmer, Tynisha Keli und Kelly Rowland unter anderem. Die barbadische Sängerin Rihanna verriet in einem Interview mit Entertainment Weekly, dass ihr 2007er Platinalbum, Good Girl Gone Bad, in erster Linie von Brandy und ihrer Musik beeinflusst wurde. In dem Interview sagt sie, dass Afrodisiac das Album ist, welches sie „Tag und Nacht [im Studio] hörte und ihre große Inspiration ist. Sie bewundert, dass jeder Song großartig ist. Man könne das ganze Album hören ohne einen Track skippen zu müssen.“ Brandys Werk beeindruckte die junge Sängerin so sehr, „dass sie sich einfach dachte: ‚Weißt du was? Ich muss ein Album wie dieses machen‘“. Die kanadische Sängerin Melanie Fiona bezeichnet Brandy schlicht als „Königin der Harmonien“ und kennt „all ihre Songs“. Sie sei „eine der talentiertesten Künstlerinnen in der Musikindustrie“. Das Album Full Moon war für ihre Musik richtunggebend. Für die Sänger und Mitglieder der Bands Day26 Qwanell Mosley und Willie Taylor, sowie für Danity Kane- und Diddy-Mitglied Dawn Richards ist Brandy der größte Einfluss auf ihre Musik. Der Sänger Chris Brown ist einer der größten Fans der Sängerin, so kennt er jeden von ihr aufgenommenen Song und eignete sich, über sämtliche reguläre Studioalben der Sängerin hinaus, diverse Leaks, die schwer zu ergattern sind, an. Das erste Konzert, das die US-amerikanische Dance-Pop-Interpretin Lady Gaga besuchte, war ein Brandy-Konzert im Jahr 1998, wo sie von ihrem Hit The Boy Is Mine beeindruckt wurde.
Dennoch verstehen viele Brandy eher als reine Interpretin denn als eigenständige Künstlerin. So erlaube ihr Talent ihren Produzenten und Songwritern deren komplette künstlerische und kreative Energie mit ihr auszuschöpfen. Diese Behauptung wird durch Brandys künstlerische Partnerschaft mit Produzent Rodney Jerkins – beide haben jeweils miteinander die meisten und erfolgreichsten Songs aufgenommen – aus welcher gehäuft Songs ohne jegliche Songwriting- oder Produktions-Credits für die Sängerin Brandy entstehen, gestützt. Auch die dutzenden mit Timbaland aufgenommenen Titel zeichnen sich durch die klare Verteilung aus: Timbaland produziert und schreibt. Brandy steuert die Vocal Arrangements, die Harmonien sowie die Ad-Libs bei. Trotzdem agierte Brandy auch als erfolgreiche Songschreiberin. So landeten von ihr geschriebene Titel auf den Alben von Sängerinnen wie Toni Braxton, Jennifer Lopez, Kelly Rowland, Monica und Olivia. Für ihre Arbeit als Musikerin erhielt Brandy von 1995 bis 2005 weltweit über 100 renommierte Musikpreise und gilt zudem innerhalb der Musikindustrie als eine der einflussreichsten Sängerinnen unserer Zeit.

## Diskografie
Studioalben

| Jahr | Titel                            | Höchstplatzierung, Gesamtwochen, AuszeichnungChartplatzierungen (Jahr, Titel, Platzierungen, Wochen, Auszeichnungen, Anmerkungen) | Höchstplatzierung, Gesamtwochen, AuszeichnungChartplatzierungen (Jahr, Titel, Platzierungen, Wochen, Auszeichnungen, Anmerkungen) | Höchstplatzierung, Gesamtwochen, AuszeichnungChartplatzierungen (Jahr, Titel, Platzierungen, Wochen, Auszeichnungen, Anmerkungen) | Höchstplatzierung, Gesamtwochen, AuszeichnungChartplatzierungen (Jahr, Titel, Platzierungen, Wochen, Auszeichnungen, Anmerkungen) | Höchstplatzierung, Gesamtwochen, AuszeichnungChartplatzierungen (Jahr, Titel, Platzierungen, Wochen, Auszeichnungen, Anmerkungen) | Höchstplatzierung, Gesamtwochen, AuszeichnungChartplatzierungen (Jahr, Titel, Platzierungen, Wochen, Auszeichnungen, Anmerkungen) | Anmerkungen                                                    |
| Jahr | Titel                            | DE | AT | CH | UK | US | R&B | Anmerkungen                                                    |
| ---- | -------------------------------- | --- | --- | --- | --- | --- | --- | -------------------------------------------------------------- |
| 1994 | Brandy Atlantic Records          | DE86 (7 Wo.)DE | — | — | UK— SilberUK | US20 ×4Vierfachplatin · (89 Wo.)US                                                                                                | R&B6 (76 Wo.)R&B | Erstveröffentlichung: 27. September 1994 Verkäufe: + 6.000.000 |
| 1998 | Never Say Never Atlantic Records | DE10 (25 Wo.)DE | AT17 (10 Wo.)AT | CH11 (21 Wo.)CH | UK19 Platin · (35 Wo.)UK | US2 ×5Fünffachplatin · (72 Wo.)US                                                                                                 | R&B2 (68 Wo.)R&B | Erstveröffentlichung: 8. Juni 1998 Verkäufe: + 16.000.000      |
| 2002 | Full Moon Atlantic Records       | DE8 (14 Wo.)DE | AT54 (4 Wo.)AT | CH7 (12 Wo.)CH | UK9 Gold · (22 Wo.)UK | US2 Platin · (30 Wo.)US | R&B1 (34 Wo.)R&B | Erstveröffentlichung: 25. Februar 2002 Verkäufe: + 1.250.000   |
| 2004 | Afrodisiac Atlantic Records      | DE44 (3 Wo.)DE | — | CH26 (5 Wo.)CH | UK32 Silber · (6 Wo.)UK | US3 Gold · (13 Wo.)US | R&B4 (20 Wo.)R&B | Erstveröffentlichung: 25. Juni 2004 Verkäufe: + 660.000        |
| 2008 | Human Epic                       | — | — | — | — | US15 (13 Wo.)US | R&B5 (21 Wo.)R&B | Erstveröffentlichung: 5. Dezember 2008 Verkäufe: + 214.000     |
| 2012 | Two Eleven RCA                   | — | — | — | UK87 (1 Wo.)UK | US3 (9 Wo.)US | R&B1 (29 Wo.)R&B | Erstveröffentlichung: 12. Oktober 2012 Verkäufe: + 186.000     |
| 2020 | B7 eOne                          | — | — | CH67 (1 Wo.)CH | — | US12 (2 Wo.)US | R&B9 (1 Wo.)R&B | Erstveröffentlichung: 31. Juli 2020 Verkäufe: + 25.200         |
| 2023 | Christmas with Brandy Motown     | — | — | — | — | — | — | Erstveröffentlichung: 10. November 2023                        |

## Filmografie
Fernsehserien
- 1993–1994: Thea
- 1996: New York Undercover (1 Folge)
- 1996–2001: Moesha (Fernsehserie)
- 1999: Die Parkers (The Parkers) (1 Folge)
- 2004: American Dreams (1 Folge)
- 2005: Dr. House (House) (1 Folge)
- 2006: One on One (4 Folgen)
- 2008: The Hills (Cameo-Auftritt)
- 2011: 90210 (5 Folgen)
- 2011–2012: Drop Dead Diva (5 Folgen)
- 2012–2015: The Game (Fernsehserie)
- 2016–2018: Lee Daniel's STAR
- 2018–2019: Star (Fernsehserie)
- 2021–2022: Queens (Fernsehserie)

Filme
- 1990: Arachnophobia
- 1997: Cinderella (Rodgers & Hammerstein’s Cinderella)
- 1998: Ich weiß noch immer, was du letzten Sommer getan hast (I Still Know What You Did Last Summer)
- 1999: Double Platinum – Doppel Platin! (Double Platinum)
- 2001: Osmosis Jones
- 2006: Sesame Beginnings: Beginning Together
- 2013: Temptation – Confessions of a Marriage Counselor
- 2023: Best. Christmas. Ever!
- 2024: Descendants: The Rise of Red
- 2024: The Front Room
- 2025: Ich weiß, was du letzten Sommer getan hast (I Know What You Did Last Summer)

Realityshows
- 2002: Brandy: Special Delivery
- 2002: American Idol (1 Folge; als Gast-Jurorin)
- 2006: America’s Got Talent (1 Staffel)
- 2009: For The Love of Ray J (2 Folgen, Gastauftritte)
- 2010: Brandy & Ray J: A Family Business

## Auszeichnungen
Grammy Awards
- Best New Artist, Nominiert (1996)
- Best Female R&B Performance, „Baby“, Nominiert (1996)
- Best Female Rap Performance by Duo or Group, „I Wanna Be Don (Remix)“ Nominiert (1996)
- Best Pop Collaboration with Vocals, „Missing You“, Nominiert (1997)
- Best Female R&B Performance, „Sittin’ up in My Room“, Nominiert (1997)
- Best R&B Song, „Sittin’ up in My Room“, Nominiert (1997)
- Best R&B Performance By a Duo or Group with Vocal, „The Boy Is Mine“, Gewonnen (1999)
- Best R&B Album, „Never Say Never“, Nominiert (1999)
- Record Of The Year, „The Boy Is Mine“, Nominiert (1999)
- Best R&B Song, „The Boy Is Mine“, Nominiert (1999)
- Best Female R&B Vocal Performance, „Almost Doesn’t Count“, Nominiert (2000)
- Best Contemporary R&B Album, „Full Moon“, Nominiert (2003)
- Best Remixed Recording (Non Classical), „What About Us?“, Nominiert (2003)
- Best Contemporary R&B Album, „Afrodisiac“, Nominiert (2005)

MTV Awards
- Best Choreography, „Baby“, Nominiert (1995) (VMAs)
- Best Rap Video, „I Wanna Be Down“, Nominiert (1995) (VMAs)
- Best Cinematography, „Brokenhearted“, Nominiert (1996) (VMAs)
- Best Video From a Film, „Sittin’ Up in My Room“ (von Warten auf Mr. Right), Nominiert (1996) (VMAs)
- Best Song from a Film, „Sittin’ Up in My Room“, Gewonnen (1997) (Movie Awards)
- Best R&B Video, „Have You Ever?“ Nominiert (1999) (VMAs)
- Best Breakthrough Performance – Female, „I Still Know What You Did Last Summer“ Nominiert (1999) (Movie Awards)
- Viewer’s Choice Award, „What About Us“, Nominiert (2002) (VMAs)
- Best R&B Video for „Talk About Our Love“, Nominiert (2004) (VMAs)
- Best Dance Video for "The Girl Is Mine", Nominiert (2016) (VMAs)

Soul Train Music Award
- R&B-Hip-Hop New Artist of the Year, Gewonnen (1995)
- R&B/Soul Artist, Female, „I Wanna Be Down“, Gewonnen (1995)
- Best R&B/Soul Album of The Year, Solo, Brandy, Gewonnen (1996)
- Best R&B/Single, Solo, „I Wanna Be Down“, Gewonnen (1996)
- Best R&B/Soul Song of The Year, „I Wanna Be Down“, Gewonnen (1996)
- Best R&B/Soul Single-Solo, „Top of the World“, Nominiert (1999)
- Best R&B/Soul or Rap Music Video, „The Boy Is Mine“, Nominiert (1999)
- Best R&B/Soul Single-Group, Band or Duo, „The Boy Is Mine“, Nominiert (1999)
- Best Soul or Rap Album of the Year, „Never Say Never“, Nominiert (1999)
- Best R&B/Soul Album-Female, „Never Say Never“, Nominiert (1999)
- Best R&B Single/Solo, „Full Moon“, Nominiert (2002)
- Best R&B Album/Solo, „Full Moon“, Nominiert (2002)
- Best R&B/Soul or Rap Song, „Full Moon“, Nominiert (2002)
- Best Soul/R&B Album-Female, „Afrodisiac“, Nominiert (2005)
- Best Collaboration, "Put It Down", Nominiert (2013)
- Lady of Soul Award, Lebenswerk, Gewonnen (2016)

Image Awards
- Outstanding New Artist, Gewonnen (1996)
- Outstanding Youth Actress in a Television Series, Moesha, Gewonnen (1996)
- Outstanding Youth Actor/Actress, Moesha, Gewonnen (1997)
- Outstanding Comedy Series, „Moesha“, Nominiert (1997)
- Outstanding Lead Actress in a Television Movie or Mini-Series, Cinderella, Nominiert (1998)
- Outstanding Lead Actress in a Comedy Series, Moesha, Gewonnen (1998)
- Outstanding Music Video, „The Boy Is Mine“, Nominiert (1998)
- Outstanding Duo or Group, „The Boy Is Mine“, Nominiert (1998)
- Outstanding Album, „Never Say Never“, Nominiert (1998)
- Outstanding Comedy Series, Nominiert (1998)
- Outstanding Lead Actress in a Comedy Series, „Moesha“, Nominiert (1999)
- Outstanding Comedy Series, „Moesha“, Nominiert (1999)
- Outstanding Actress in a Comedy Series, „Moesha“, Nominiert (2000)
- Outstanding Actress in a Comedy Series, „Moesha“, Nominiert (2001)
- Outstanding Supporting Actress in a Comedy Series, „The Game“, Gewonnen (2014)